# Xã Westfall, Quận Pike, Pennsylvania
Xã Westfall (tiếng Anh: Westfall Township) là một xã thuộc quận Pike, tiểu bang Pennsylvania, Hoa Kỳ. Năm 2010, dân số của xã này là 2.323 người.